# Raubritter
'Raubritter' est un cultivar de rosier obtenu en 1936 par le rosiériste allemand Kordes. Il est issu d'un croisement 'Daisy Hill' x 'Solarium'. Son nom fait référence en allemand au « chevalier brigand », phénomène fréquent dans certaines régions du monde germanophone du XIVe siècle,.

## Description
Il s'agit d'un buisson en forme de dôme de 2 mètres de hauteur pour autant d'étalement offrant des fleurs de 4 à 5 centimètres de forme sphérique, comme des boutons de pivoine, et d'un rose délicat. Elles sont plus pâles au revers des pétales. La floraison en cascade tout à fait spectaculaire de cette variété est très abondante et longue, mais unique en juin-juillet. Elle est peu parfumée.
Les fleurs apparaissent sur des branches ayant au moins 5 centimètres de diamètre. Il ne faut donc pas le tailler trop court. Ses longues branches rampantes en font un rosier parfait pour servir de couvre-sol, pour couvrir un talus ou un muret. Il peut être aussi palissé comme un grimpant et atteindre alors 3 mètres.
Ce rosier est résistant aux hivers très rigoureux jusqu'à -20°.

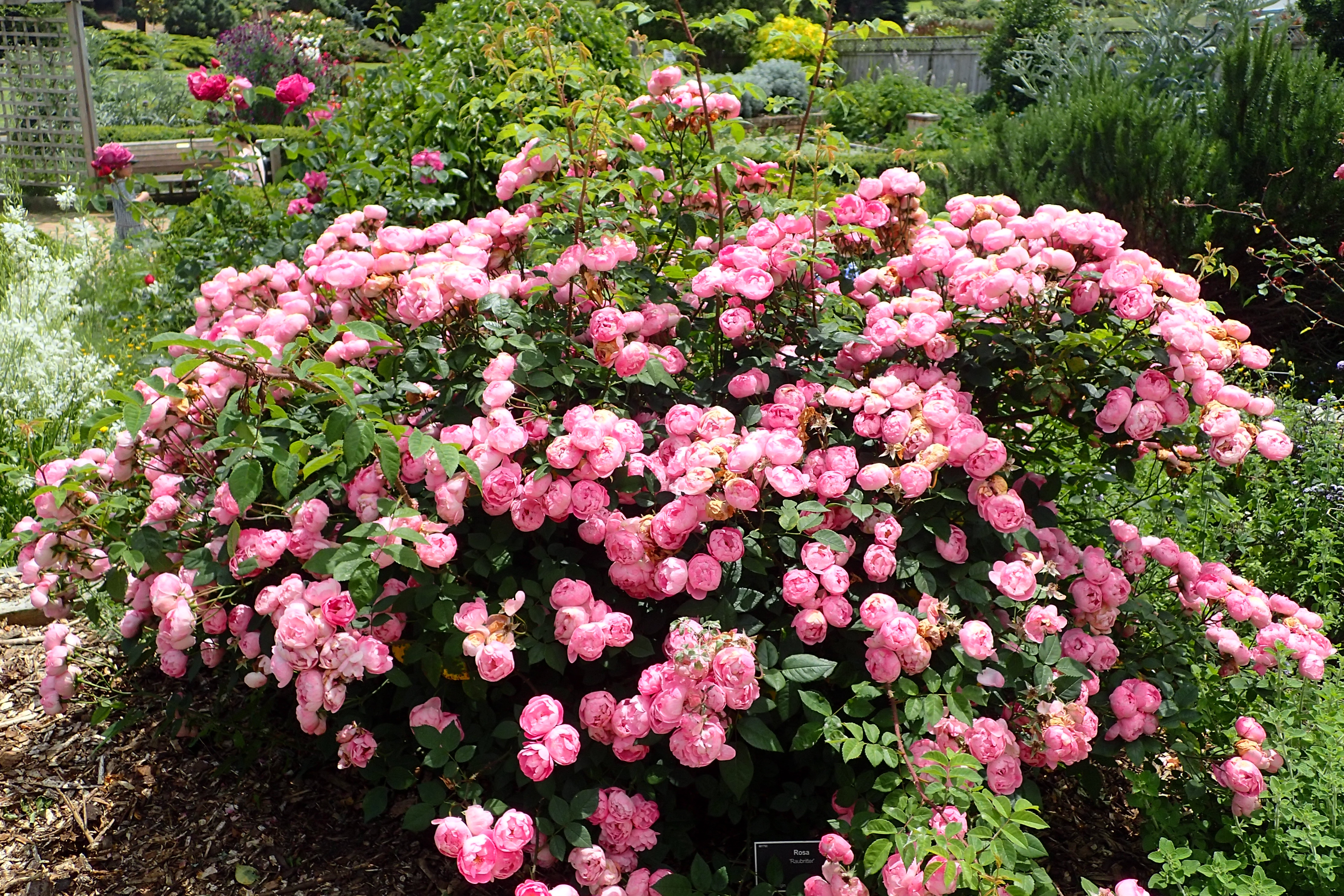
Buisson de 'Raubritter' au jardin botanique d'Auckland.